# Бланик Л-13
Бланик Л-13 (LET L-13 Blanik) је двоседа једрилица Чешке конструкције и производње. Једрилцу је конструисао Карел Длохи (Karel Dlouhy). Произвођач је фабрика авиона и једрилица ЛЕТ (LET).
Бланик је потпуно металне структуре са упуштеним нитнама. Командне површине су пресвучене платном. Може да ради основне акробације. Ваздушне кочнице су ДФС типа и налазе се на горњој и доњој површини крила. Такође има закрилца Фовлер типа. Главни точак је семи увлачећи са уљно-пнеуматским амортизером. Хоризонтални стабилизатори могу да се подигну паралелно се вертикалним стабилизатором ради лакшег транспорта.
Више се не производи. Укупно је направљено преко 2650 примерака који још увек лете практично у свим земљама света.
У државама бивше Југославије лети неколико десетина ових једрилица.